# Mark Warner (politikus)
Mark R. Warner (Indianapolis, 1954. december 15. –) az Amerikai Egyesült Államok szenátora (Virginia, 2009–), Virginia állam kormányzója (2002–2006). A Demokrata Párt tagja.
Warner a washingtoni George Washington Egyetemen szerzett alapdiplomát 1977-ben, majd 1980-ban elvégezte a Harvard Egyetem jogi karát. Ezután Christopher Dodd demokrata szenátor stábjában dolgozott. Később technológiai vállalkozásba kezdett, megalapította a később Nextel néven jelentőssé vált távközlési céget. 1993–95 között a Demokrata Párt virginiai elnöke volt. Sikertelenül indult az 1996-os szenátusi választáson. 2002–2006 között Virginia állam kormányzója volt, ezalatt 2004–2005-ben a szövetségi államok kormányzóit tömörítő National Governors Association nevű szervezet elnöke is volt. 2008-ban Virginia képviseletében szenátorrá választották. Ezt a tisztségét 2009 januárja óta tölti be, miután 2014-ben és 2020-ban újraválasztották.